# Mathoris ignepicta
Mathoris ignepicta är en fjärilsart som beskrevs av George Francis Hampson 1905. Mathoris ignepicta ingår i släktet Mathoris och familjen Thyrididae. Inga underarter finns listade i Catalogue of Life.